# Santuário de Nossa Senhora dos Milagres
O Santuário de Nossa Senhora dos Milagres localiza-se em Baños de Molgas, Província de Ourense, na comunidade autónoma de Galiza, Espanha.
A construção da igreja iniciou-se em 1731, concluindo-se as obras 37 anos mais tarde no ano de 1768.
O projeto de edificar a Via Sacra para completar o Santuário existente só se realizou parcialmente com a construção de 6 capelas. Inicialmente estava prevista a construção de 14 capelas, tendo como modelo o Santuário do Bom Jesus do Monte, em Braga, Portugal.
As estações foram edificadas entre 1825 e 1857 sob a administração de D. José Benito Conde, segundo o desenho do escultor Antonio Gómez e realizadas pelo mestre Jacinto Fraga. As más condições económicas do Santuário não permitiram concluir o complexo. 